# Sulliman Mazadou
Sulliman Mazadou (11 aprile 1985) è un ex calciatore nigerino, di ruolo difensore.